# 인도차이나반도
인도차이나반도(영어: Indochina, Indochinese Peninsula, 문화어: 인디아지나반도)는 아시아의 남동쪽에 있는 동남아시아의 반도이다. 지정학적으로 인도의 동쪽, 중국 대륙의 남쪽에 자리잡고 있어 역사적으로 양쪽 문화의 영향을 깊게 받았다. 그리고 태국을 제외한 인도차이나반도 지역 대부분의 나라들은 영국, 프랑스 등의 식민지였다가 1948년에서 1954년 사이에 독립했다. 인도차이나반도의 면적은 230만 2,000km2이다.
대륙 동남아시아라고 불려지기도 하는데, 이 때는 말레이반도를 제외하는 것이 일반적이다. 이들 지역은 필리핀과 동티모르 등을 제외한 해양 동남아시아가 이슬람교의 영향을 받은 것과 달리 불교문화권이다.

## 인도차이나반도에 있는 나라들
- 라오스
- 미얀마
- 베트남
- 캄보디아
- 태국

## 인도차이나반도에 접하는 바다
- 남중국해
  - 타이만
  - 통킹만
- 벵골만
  - 안다만해

## 같이 보기
- 프랑스령 인도차이나
- 동남아시아
- 동남아시아 국가연합
- 말레이 제도